# Индустриальный район (Днепр)
Индустриальный район (укр. Індустріальний район) — административный район города Днепра (Украина), расположен на севере города, на левом берегу реки Днепр. Район граничит с Амур-Нижнеднепровским и Самарским районами, а также Днепровским районом Днепропетровской области и посёлком Слобожанским. На берегу реки Днепр расположен эксклав района — парк Сагайдак.
В состав района входят жилые массивы Левобережный-3, Калиновский (ранее — Клочко в честь участника Гражданской войны В. Ю. Клочко), посёлки Самаровка и Александровка.
Адрес районного совета: 49081, г. Днепр, просп. Слобожанский (раннее просп. Газеты «Правда»), 8.

## История
Образован постановлением Президиума Верховного Совета УССР от 23 мая 1969 года путём выделением восточной части Амур-Нижнеднепровского района. В 1977 году Нижнеднепровск-Узел и посёлки Северный и Шевченко передали в новосозданный Самарский район.

## Население

### Языковой состав
Родной язык населения по данным переписи 2001 года:
| Язык       | Численность, чел. | Доля     |
| ---------- | ----------------- | -------- |
| Украинский | 56 531            | 42,05 %  |
| Русский    | 76 892            | 57,20 %  |
| Другое     | 1 002             | 0,75 %   |
| Итого      | 134 425           | 100,00 % |

## Достопримечательности района
- Парк «Сагайдак», пляж на берегу Днепра
- Лесопарк «Дружба народов»
- ДК Металлургов
- ТРЦ «Караван»
- Спорткомплекс «Янтарный», аквапарк
- «Днепропетровский восход» — искусственное солнце, арт-объект на территории НТЗ-Интерпайп

## Промышленность
Интерпайп Нижнеднепровский трубопрокатный завод (бывш. завод им. Карла Либкнехта), завод Днепрометиз, комбинат Приднепровский (ранее молокозавод), вагоноремонтный завод, завод железобетонных изделий и конструкций, КП «Днепромебель», ПАО «Линде Газ Украина» (в прошлом кислородный завод), кондитерская фабрика «АВК», хладокомбинат.

## Основные улицы
Слобожанский проспект, проспект Петра Калнышевского, улицы Любарского, Каштановая, Осенняя, Байкальская, Днепросталевская, Калиновая, Янтарная, Березинская, Батумская, Софьи Ковалевской, проспект Мира.

## Транспорт
Трамвай: маршрут № 9 со Старомостовой площади.
Троллейбус: № 3, 15 (со Старомостовой площади (ранее площади Островского)), № 7, 17, 20 (из центра).
Многочисленные автобусные маршруты в центр, к железнодорожному вокзалу, крупным жилмассивам и другим частям города.
Электропоезда в направлении Синельниково до станций Нижнеднепровск, Нижнеднепровск-Узел.
К северной окраине района прилегает ныне недействующий аэропорт Подгородное.